# 잔두이오토

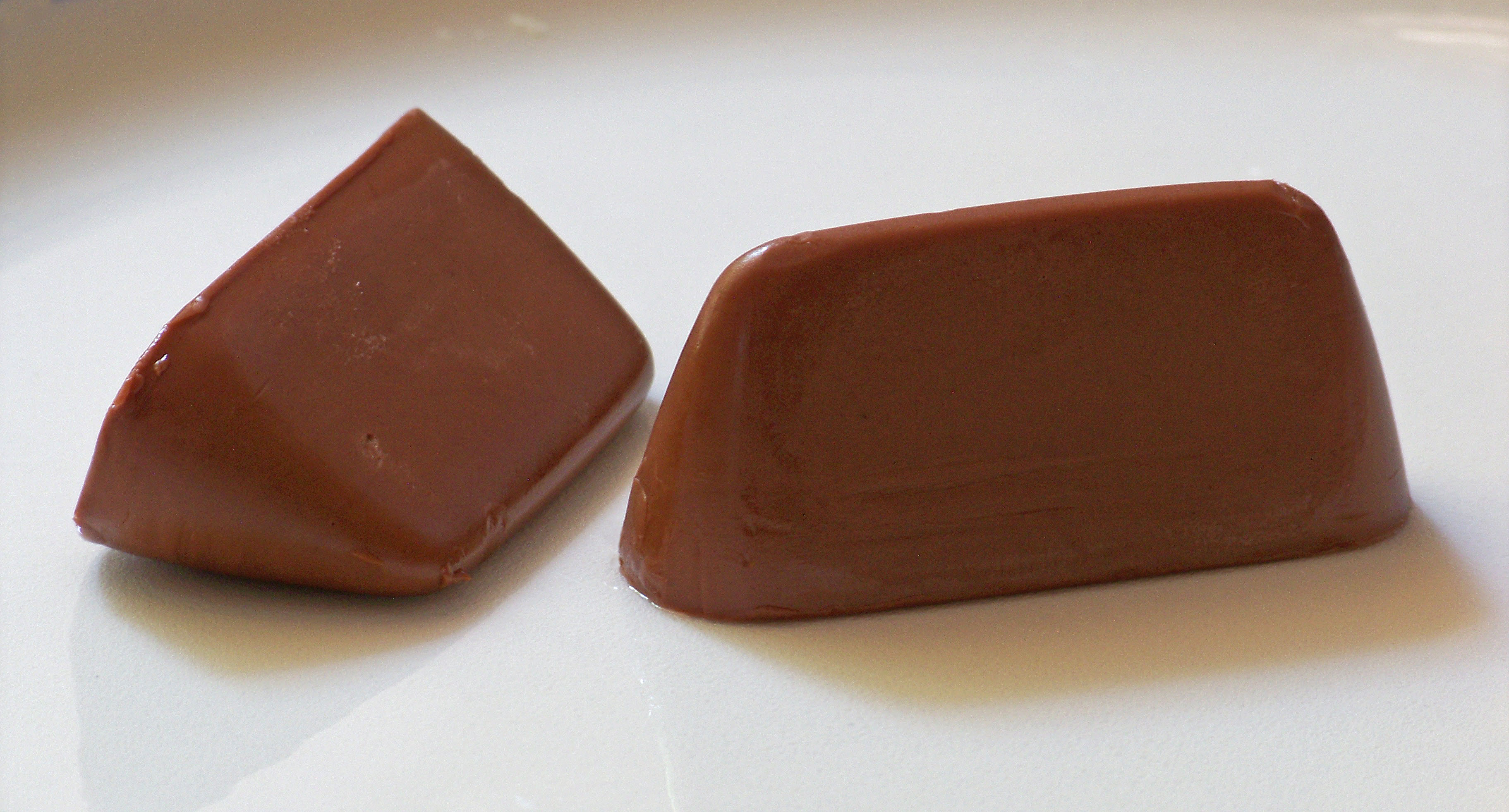
잔두니오토

잔두이오토(이탈리아어: Gianduiotto, IPA: [dʒanduˈjɔtːo] 피에몬트어: Giandojòt)는 이탈리아 피에몬테 주의 초콜릿으로 엎어진 보트 모습의 특이한 모양으로 유명하다. 호일 커버로 덮으며 대개는 금이나 은 덮개로 쌓아 놓기도 한다. 토리노의 특산품이다.
설탕과 코코아, 개암으로 만들며 그 탄생은 1865년 폴 카파렐, 미쉘 프로시트에 의해 시작됐으며 개암을 갈아서 코코아와 설탕 믹스에 더해 사용한다.
개암 조각을 초콜릿처럼 보이게 만든다는 생각은 나폴레옹 통치 시대에 생긴 것으로 남아메리카로부터 코코아를 수입하는 것이 아주 힘들어졌을 때부터다. 코코아 원재료는 너무 비쌌고 지역 업자들은 구운 개암을 조금씩 첨가해 최종 산품이 소비자들에게 구매될 수 있도록 하였다.